# Het spookklooster
Het spookklooster is een misdaadroman uit 1963 van Robert van Gulik, uit zijn Rechter Tie-serie. Het verhaal speelt in de zevende eeuw na Christus.

## Verhaal
Op reis door een storm verrast, logeert Rechter Tie met zijn gezin in het taoïstische klooster van de Morgenwolken, in de bergen van zijn district Mien-Yuan. Samen met zijn assistent Tao Gan brengt hij de nacht door met het oplossen van een aantal misdaden. In een beklemmende dooltocht door de eindeloos lijkende gangen en trappen van het uitgestrekte klooster wordt de rechter bewusteloos geslagen. Maar bij het aanbreken van de dageraad heeft Tie de gruwelijke waarheid ontrafeld, en vonnist een Verheven Personage buiten de wet om.

## Vormgeving
De Chinese staatsman Tie-Jen-Tsjiè is een historische figuur, die van 630 tot 700 leefde. Hij stond bij zijn volk bekend als een scherpzinnig speurder, en leeft als zodanig in talloze vertellingen voort. De sinoloog Robert van Gulik heeft dit gegeven als basis voor zijn Rechter Tie-serie gebruikt.
Ook bij Het spookklooster heeft Van Gulik zijn fictieve plot in de Chinese samenleving van Tie's tijd gebed. Een van de aspecten hiervan is, dat er in een Rechter Tie-mysterie niet op een mensenleven meer of minder wordt gekeken. Al was het maar omdat de Chinese wet uit die tijd voorziet in een variëteit aan doodstraffen.
Maar het sleutelkenmerk van alle Rechter Tie-mysteries is, dat Van Gulik zijn lezers volledig laat delen in de wiskundige precisie waarmee hij Rechter Tie zijn complexe plotten laat oplossen. De illustraties in Chinese stijl, door Van Gulik zelf, mogen hierbij niet onvermeld blijven.

## Gegevens
- Schrijver: R.H. van Gulik; uitgever: Uitgeverij W. van Hoeve, Den Haag; genre: fictie; eerste druk in 1963; ISBN onbekend.

## Bron
- Robert van Gulik in het nawoord van dit boek.